# Cseresznyeilonca
A cseresznyeilonca (Archips crataegana) a valódi lepkék (Glossata) alrendjébe tartozó sodrólepkefélék (Tortricidae) családjának egyik, hazánkban is honos faja.

## Elterjedése, élőhelye
Ez a palearktikus faj egész Európában, Ázsia északi részén egészen Japánig és Észak-Afrikában terjedt el. Magyarországon mindenfelé megtalálható.

## Megjelenése
Szárnyán világos és sötétebb barna foltok váltakoznak. A hímek szárnyának fesztávolsága 22–24 mm, a nőstényeké 24–28 mm.

## Életmódja
Egy évben egy nemzedéke kel ki úgy, hogy a peték telelnek át fatörzseken és vastag gallyakon. A hernyók rügyfakadáskor a korona felső részén berágnak a rügyekbe, majd a levelek fonákján táplálkoznak. Áprilisban bábozódnak és május második felében rajzanak.
Ez a polifág faj számos gyümölcsfán, erdei fán és cserjén megél. Többé-kevésbé állandó tagja a tavaszi molylepkeegyüttesnek, de gazdasági jelentősége nincs.